# Amatitán, Puebla
Amatitán är en ort i Mexiko.   Den ligger i kommunen Xochitlán de Vicente Suárez och delstaten Puebla, i den sydöstra delen av landet, 160 km öster om huvudstaden Mexico City. Amatitán ligger 1 255 meter över havet och antalet invånare är 282.
Terrängen runt Amatitán är kuperad åt nordost, men åt sydväst är den bergig. Terrängen runt Amatitán sluttar norrut. Runt Amatitán är det ganska tätbefolkat, med 129 invånare per kvadratkilometer. Närmaste större samhälle är Olintla, 18,0 km norr om Amatitán. Omgivningarna runt Amatitán är en mosaik av jordbruksmark och naturlig växtlighet.